# 西河镇 (大埔县)
西河镇，是中华人民共和国广东省梅州市大埔县下辖的一个乡镇级行政单位。

## 行政区划
西河镇下辖以下地区：
漳溪社区、漳溪村、上黄砂村、下黄砂村、漳北村、东方村、清华村、和平村、富里村、纯德村、溪头村、汶水村、车龙村、黄堂村、北塘村、大靖村、东塘村、内六村、横溪村、南丰村、溪上村、石涵村、南桥村、工农村、双门前村、水祝村、乌石坪村和岩下村。

## 中国传统村落
2013年8月，车龙村被评为第二批中国传统村落。